# Witthawin Klorwuttiwat
Witthawin Klorwuttiwat (thailändisch วิธวินทร์ คลอวุฒิวัฒน์, * 29. August 1991 in Chonburi), auch als Win bekannt, ist ein thailändischer Fußballspieler.

## Karriere
Witthawin Klorwuttiwat stand bis Mitte 2013 beim Pattaya United FC unter Vertrag. Der Verein aus Pattaya spielte in der ersten Liga, der Thai Premier League. Hier kam er einmal zum Einsatz. Mitte 2013 wechselte er zum Ligakonkurrenten Chainat Hornbill FC nach Chainat. Der Erstligaaufsteiger Sukhothai FC nahm ihn Anfang 2016 unter Vertrag. Für Sukhothai spielte er einmal in der ersten Liga. Im gleichen Jahr gewann er mit Sukhothai den FA Cup. Aufgrund des Todes von König Bhumibol Adulyadej wurde der Wettbewerb 2016 im Halbfinale abgebrochen und allen vier verbliebenen Teilnehmern (Chainat Hornbill FC, Chonburi FC, Ratchaburi Mitr Phol, Sukhothai FC) der Titel zugesprochen. Der Zweitligist Nongbua Pitchaya FC aus Nong Bua Lamphu nahm ihn 2017 für drei Jahre unter Vertrag. Nach Vertragsende wechselte er Anfang 2020 zum Drittligisten Lamphun Warriors FC nach Lamphun. Mit  Lamphun spielte in der Upper Region der dritten Liga. Nach dem zweiten Spieltag 2020 wurde die dritte Liga wegen der COVID-19-Pandemie unterbrochen. Nach Wiederaufnahme des Spielbetriebes im Oktober wurde die Thai League 4 und die Thai League 3 zusammengelegt. Die Warriors wurden der Northern Region zugeteilt. In der Northern Region wurde man Meister. In den Aufstiegsspielen zur zweiten Liga wurde man Erster und stieg somit in die zweite Liga auf. Am Ende der Saison 2021/22 feierte er mit dem Verein die Meisterschaft der zweiten Liga und den Aufstieg in die erste Liga. Am 31. Mai 2025 stand er mit den Warriors im Finale des Thai League Cup. Hier traf man im BG Stadium auf Buriram United. Am Ende musste man sich mit 2:0 geschlagen geben. Nach 78 Ligaspielen wurde sein Vertrag im Sommer 2025 nicht verlängert. Im Juli 2025 nah ihn der Zweitligist Chiangmai United FC unter Vertrag.

## Erfolge
Sukhothai FC
- Thailändischer Pokalsieger: 2016

Lamphun Warrior FC
- Thailändischer Zweitligameister: 2021/22  ▲
- Thai League 3 – North: 2020/21
- Thai League 3 – National Championship: 2020/21  ▲
- Thailändischer Ligapokalfinalist: 2024/25